# The Rebels
The Rebels es una banda de rock alternativo española creada en el año 2007 en Madrid.

Su sonido está muy influenciado por el pop, el punk y el rock americano de los años 90, citando a grupos como Nirvana o The Beatles entre sus favoritos.

Desde sus comienzos han sufrido varios cambios en la formación, pero cuentan ya con tres álbumes de estudio y han realizado numerosas giras por toda la península, incluyendo algunos de los festivales más importantes del país como el Festival En Vivo o el Bilbao BBK Live. También fueron teloneros de Bon Jovi en tres fechas de su gira por España durante 2011 y 2013.

Cabe destacar también sus apariciones en varias bandas sonoras de películas, como la canción “Only love is revolutionary”, que está incluida en la banda sonora original de la película de animación Atrapa la bandera.

### Miembros
- Alex Gallardo -  Voz, Guitarra
- Miguel de Haro - Batería
- Alejandro Martín (PAÑA) - Bajo
- Álvaro Pidre - Guitarra

## Discografía

### Álbumes de estudio
| Fecha de lanzamiento   | Título      |
| ---------------------- | ----------- |
| 27 de octubre de 2017  | Mafia       |
| 1 de noviembre de 2014 | Always now! |
| 7 de marzo de 2010     | Worldmakers |

- Datos: Q42318855